# Гельвін
Ге́львін (рос. гельвин; англ. helvite; нім. Helvin n) — мінерал класу силікатів.

## Етимологія та історія
Мінерал назвав «гельвін» в 1817 році німецький геолог, професор мінералогії Авраам Готлоб Вернер, за переважно жовтий колір — від грецького слова ἥλιος (helios) — Сонце.
Гельвін описаний в 1829 р. також  німецьким мінералогом і геологом Карлом Фрідріхом Крістіаном Моосом (як прикріплення до гранату).

## Загальний опис
Гельвін — член групи мінералів із загальною формулою Ме4[BeSiO4]3S, де Ме — Mn, Fe, Zn. Вміст ВеО в мінералах цієї групи 8-15,5 %.
Сингонія кубічна.
Кристалічна структура близька до структури содаліту.
Колір жовтий, сіро-жовтий, жовто-зелений, коричневий, червоно-коричневий; забарвлення нерідко зональне. Напівпрозорий. Злом нерівний, раковистий. Піроелектричний. Ізотропний.
Твердість 5,5—6,5.
Густина 3,2—3,45.
Зустрічається у вигляді акцесорної вкрапленості в магматичних породах лужного складу.
Асоціює з гранатом, магнетитом, хлоритом, діопсидом, весувіаном.
Руда берилію.

## Поширення
Його скупчення відомі:
- у амазонітових пегматитах з топазом, спесартином, монацитом, фенакітом;
- у літієвих пегматитах з петалітом, сподуменом, спесартином;
- у нефелін-сієнітових пегматитах з нефеліном, егірином, цирконом;
- у ґрейзенах з вольфрамітом, гематитом;
- у магнетит-флюоритових скарнах з магнетитом, флюоритом, везувіаном;
- у гідротермальних кварцових жилах з вольфрамітом, родонітом, родохрозитом, сфалеритом, піритом.

Найбільш поширений і важливий тип родовищ гельвіну — магнетит-флюоритові скарни.
Знайдений у Швеції, Росії, Киргизстані, Казахстані, Норвегії, Фінляндії, США, Японії.